# Julia Arthur
Julia Arthur, née Ida Lewis, le 3 mai 1869 à Hamilton (Ontario) au Canada, est une actrice canadienne du cinéma muet et de théâtre, qui fait sa première apparition sur scène, en 1880. Elle épouse Benjamin Pierce Cheney, Jr. (en), un homme d'affaires et meurt le 28 mars 1950 à Boston aux États-Unis.

## Filmographie
La filmographie de Maria Alba, comprend les films suivants  : 
- 1908 : Barbara Fritchie: The Story of a Patriotic American Woman (court métrage)
- 1908 : Napoleon, the Man of Destiny (court métrage)
- 1909 : Ruy Blas (court métrage)
- 1909 : King Lear (court métrage)
- 1909 : The Life of Napoleon (court métrage)
- 1909 : The Life of Moses
- 1910 : Uncle Tom's Cabin (court métrage)
- 1918 : The Woman the Germans Shot de John G. Adolfi
- 1919 : The Common Cause (en) de James Stuart Blackton
- 1919 : His Woman (court métrage)

## Galerie

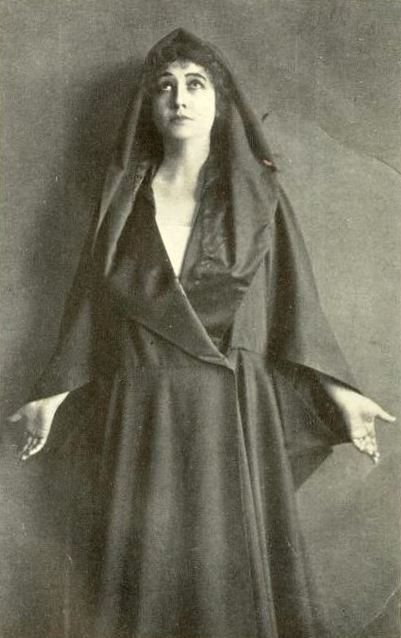
Julia Arthur en 1918.
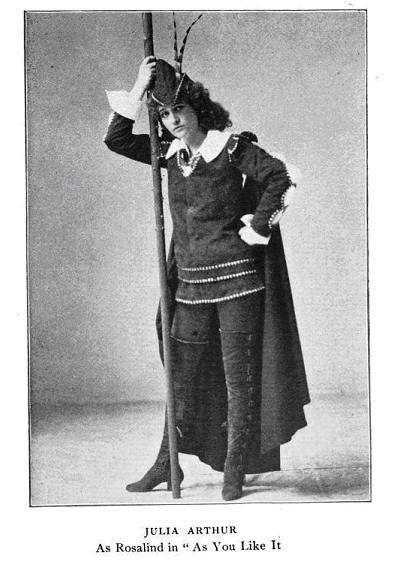
Julia Arthur vers 1899.
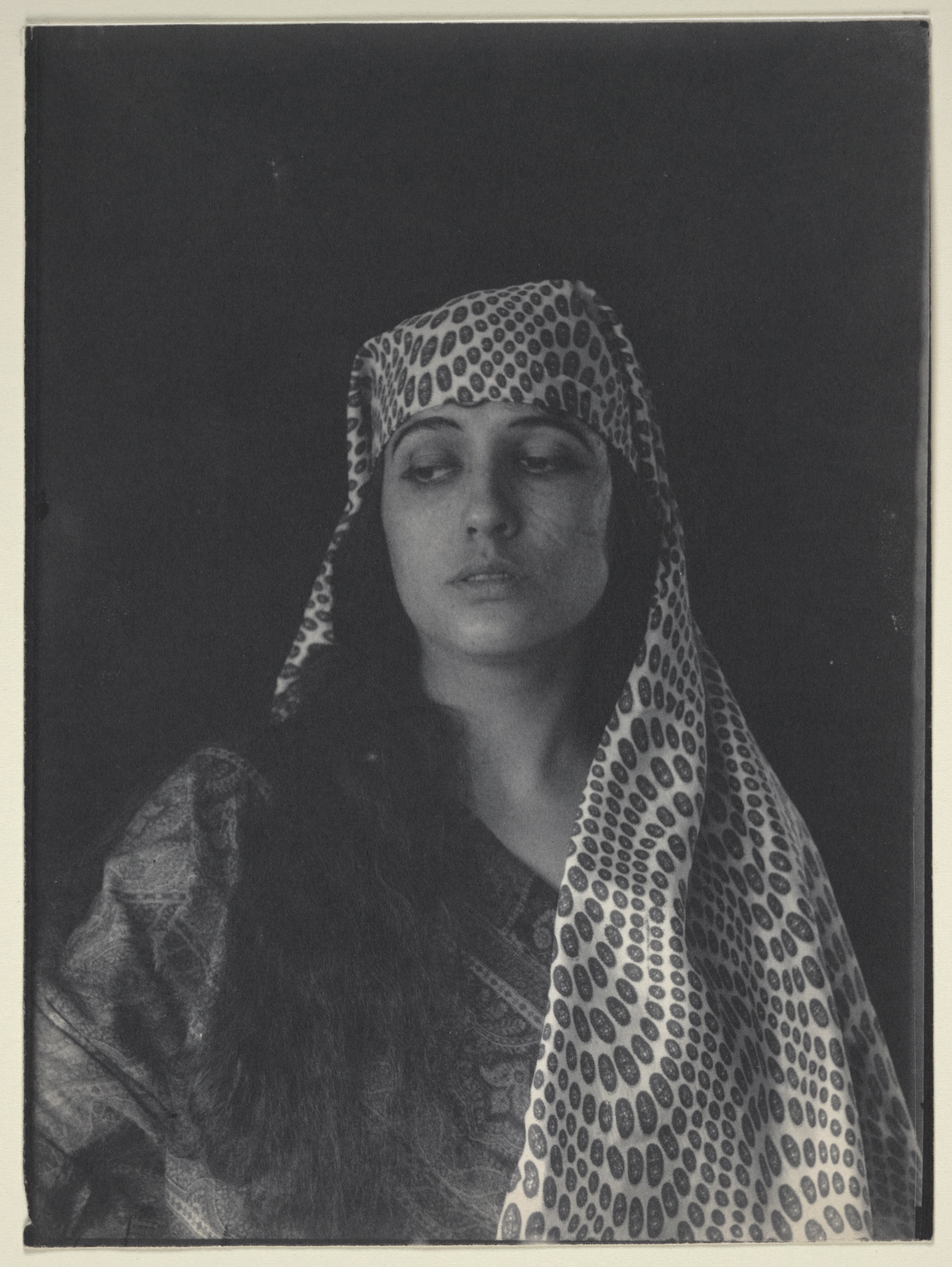
Julia Arthur vers 1895.
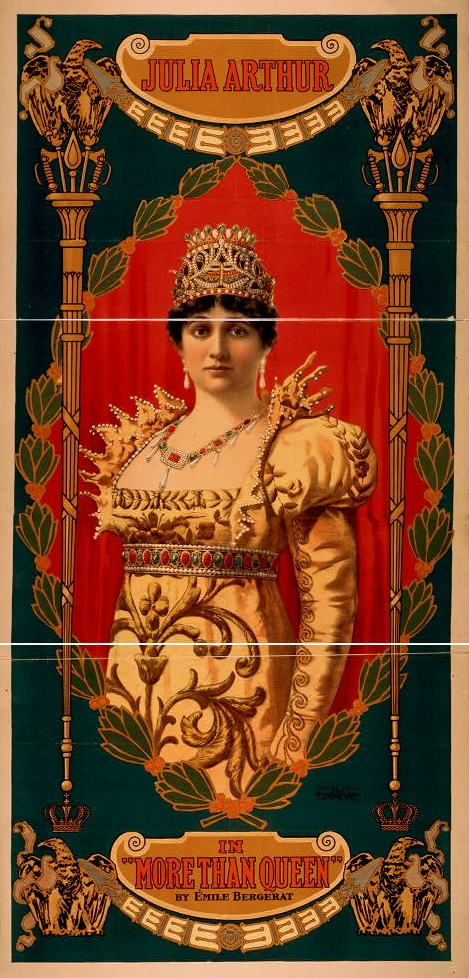
Affiche de Plus que Reine, drame en 5 actes et un prologue, 7 tableaux, Paris, Théâtre de la Porte Saint-Martin, 28 mars 1899.